# Строгановка (Херсонская область)
Строгановка (укр. Строганівка) — село в Присивашской сельской общине Каховского района Херсонской области Украины.
Население по переписи 2001 года составляло 1435 человек. Почтовый индекс — 75243. Телефонный код — 5538. Код КОАТУУ — 6525484001.

## История

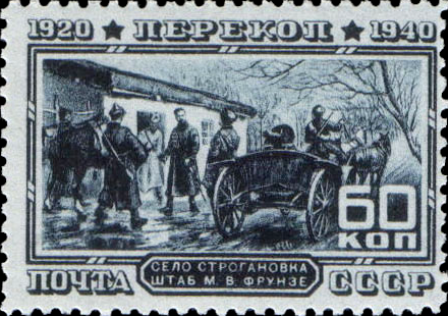
Почтовая марка, 1940 год. Серия «20-летие штурма Перекопа Красной Армией»: село Строгановка. Штаб М. В. Фрунзе

Первые письменные сведения о Строгановке, что сначала называлась Джайпа, датируются 1820 годом. Сюда прибывали новые группы переселенцев, крестьяне-беглецы из разных мест России. В 1860 году село получило свое нынешнее название. С 1863 года Строгановка стала местом поселения русских крестьян, что жили до этого в Молдавии, и официально называлась русской колонией. В январе 1918 года в селе была провозглашена советская власть. В апреле 1918 годазахватили австро-немецкие войска. В конце ноября того же года оккупанты оставили село. С июня по ноябрь 1920 года населенный пункт находился под властью врангелевцев.
1928 года в селе возникли товарищества совместной обработки земли «Строгановський незаможник» и «Индустрия». Осенью 1929 года на базе ТСОЗов образовался первый колхоз имени Фрунзе. Годом позже был основан второй колхоз «Десятилетию взятия Перекопа». 13 сентября 1941 года село было оккупировано немецкими войсками. Освободили населенный пункт 30 октября 1943 года. В 1950 году произошло объединение двух строгановських колхозов в единое хозяйство — колхоз им. Фрунзе.

## Местный совет
72243, Херсонская обл., Каховский р-н, с. Строгановка, ул. Фрунзе, 4